# Afrocerura
Afrocerura is een geslacht van vlinders van de familie tandvlinders (Notodontidae), uit de onderfamilie Notodontinae.

## Soorten
- A. cameroona (Bethune-Baker, 1927)
- A. leonensis (Hampson, 1910)